# Пограничный (Кировская область)
Пограни́чный — посёлок в Афанасьевском районе Кировской области. Входит в состав Бисеровского сельского поселения.

## География
Посёлок находится на расстоянии примерно 31 км (по прямой) к северо-востоку от посёлка Афанасьево, административного центра района.

## История
Основано в 1964 году, первоначальное название посёлок Чусообменский. С 1978 года как посёлок Жарковского сельсовета. В 1989 году было отмечено 157 жителей.

## Население
| 2010 |
| ---- |
| 10   |

### Национальный состав
Согласно результатам переписи 2002 года, в национальной структуре населения русские составляли 94 % из 63 чел.